# Julien Féron
Pour les articles homonymes, voir Féron (homonymie).
Julien Hippolyte Féron né à Saint-Jean-du-Cardonnay (Seine-Maritime) le 14 septembre 1864 et mort le 6 février 1944 au Houlme, est un peintre français.

## Biographie
Julien Féron est né le 14 septembre 1864 à Saint-Jean-du-Cardonnay (Seine-Maritime) dans une famille bourgeoise.
Il obtient dans les années 1880 divers prix en dessin, notamment des médailles à la Société libre d'émulation de la Seine-Maritime,,,.
Après des études d'ingénieur, il se marie en 1887 à une Alsacienne réfugiée. Son père lui achète un fonds de commerce au Houlme et il devient un important négociant en alcool de la vallée du Cailly.
Cette vie l'intéresse peu et il confie rapidement la direction de la société à sa femme, tandis que lui fréquente les expositions de peinture.
Il commence à peindre en 1898 en autodidacte et sa fortune lui permet de se créer un vaste atelier dans sa propriété. Il fréquente les expositions à Rouen et Paris, et rencontre l'acteur Dorival qui, intéressé par ses peintures, lui présente Armand Guillaumin en 1904. Les deux peintres se lient d'amitié. Guillaumin vient travailler avec Féron au Houlme et Féron se rend à trois reprises, entre 1905 et 1910, dans l'atelier de Guillaumin dans le Limousin.
Julien Féron, qui se limitait aux peintures de paysages normands, à tel point qu'il était surnommé « le peintre des pommiers en fleurs », découvre et peint les paysages de Crozant dans le Creuse.
Il devient proche de nombreux peintres normand comme Robert Antoine Pinchon, Pierre Dumont, Eugène Tirvert, Marcel Couchaux et Pierre Hodé, avec lesquels il fonde en 1907 le groupe des XXX, puis la Société de peinture moderne. Ils se réunissent souvent dans sa maison du Houlme.
Julien Féron ne revoit plus Guillaumin après 1910, mais les deux hommes restent en contact épistolaire. Julien Féron voyage en Tunisie, en Algérie, sans que cela n'influence son œuvre. Il s'installe à Paris, qu'il quitte après la mort tragique de son fils par suicide.
C'est à Gassin, dans le golfe de Saint-Tropez, qu'il trouve un nouveau souffle pour sa peinture. Il s'était rendu dans le Sud de la France après l'événement tragique à l'invitation d'Emmanuel Bénézit, à Hyères. Il parcourt l'arrière pays et découvre le village perché de Gassin, ses paysages et ses amandiers. Il tombe sous le charme et y achète peu après une maison de village et revient durant huit ans pendant deux mois. En 1934, sa santé décline et ne lui permet plus de voyager. Il continuera à se rendre à Paris jusqu'à ses derniers jours pour voir des expositions et visiter les collections du musée du Louvre.
Julien Féron était marié et père de six enfants.

## Maire du Houlme
Julien Féron est élu maire de la commune du Houlme de 1912 à 1924. Il y réalise et finance des logements ouvriers.
Il préside la société de gymnastique l'Avenir du Houlme.

## Style
Julien Féron commence à peindre en autodidacte en 1898, inspiré par les impressionnistes, puis par le fauvisme.
Sa rencontre en 1904 avec Armand Guillaumin est déterminante. Les œuvres de cette époque montrent l'influence de son ami et de sa Femme au jardin. 
À partir de 1911, il maîtrise son art en se détachant de l'influence de Guillaumin, avec des peintures dont la caractéristique principale est la couleur.
Il demeure attiré presque exclusivement par les paysages des trois régions qui le touchent : Normandie, Creuse et Provence, dont il délaisse les paysages maritimes pour ne peindre que l'arrière-pays. La nature est le lieu où s'exprime son imagination. C'est un coloriste proche des fauves, même si son traitement de l'espace et les ciels s'apparente à celui des impressionnistes. Il n'a jamais été acteur de ces mouvements, mais est rattaché à l'école de Crozant.

## Œuvres

### Collections publiques
- Paris, musée Carnavalet : Le Pont-Neuf vu du quai du Louvre, 1900, huile sur toile[10],[11],[12].

### Collections particulières référencées
- Le Moulin de la Folie, huile sur toile, 46 × 55 cm[13]

## Expositions

### Expositions collectives
- 3e exposition de la Société des artistes rouennais, Rouen, 1909[14]
- 4e exposition de la Société des artistes rouennais, Rouen, 1910[14]
- 4e Salon de la Société normande de peinture moderne, Rouen, 1913[15]
- Salon des indépendants, Paris, 1908[16]
- Salon des indépendants, Paris, 1911, où il présente Route au Soleil[17],[18]
- Salon des indépendants, Paris, 1913, où il présente des impressions d'un voyage en Algérie[19],[20]
- 33e Salon des indépendants, Paris, 1922[21]
- Galerie Marcel Bernheim, Paris, du 8 au 20 janvier 1924.
- Painters of Light, septembre 1984, Gateway Gallery, Carmel (Californie, États-Unis)[22]

Il a également exposé régulièrement à Rouen, à la galerie Legrip et à Paris, à la galerie Lefranc.

### Expositions personnelles
- Julien Féron 1864-1944, catalogue de l'exposition du 12 octobre au 3 novembre à la galerie Tuffier Les Andelys, 2002, 47 p.
- Julien Féron, Normandie Impressionniste, galerie Art en Seine, Le Havre, du 1er septembre au 15 octobre 2016[23].

## Prix Julien-Féron

### Création et organisation
À l'initiative de sa petite-fille France Delahalle a été créé en 1990 le prix Julien-Féron pour récompenser, tous les deux ans, l’œuvre et un peintre contemporain en lui offrant les moyens d'atteindre un large public. À l'origine restreint aux peintres normands, il est étendu en 1997 à tous les artistes français, ou résidents en France, s'inspirant de la nature. Cinq artistes sont d'abord sélectionnés par un comité de neuf membres élus au sein du conseil d'administration de l'Association du prix Julien-Féron, qui gère le prix. Le prix est décerné par le même comité augmenté de quatre artistes. Parmi les jurés figurent Michel de Decker.

### Lauréats[25]
- 1991 : Michel Lecoque
- 1993 : Daniel Caplain
- 1995 : Thierry Larivière
- 1997 : Bernard Robert
- 1999 : Francine Junka
- 2001 : Kuo-Yu Hsu
- 2004 : Thierry Grenier